# José Chacón
José Isidro Chacón Díaz (* 27. Januar 1977 in Táriba) ist ein venezolanischer Radrennfahrer.
José Chacón gewann im Jahr 2000 zum ersten Mal eine Etappe bei der Vuelta al Táchira und er wurde venezolanischer Zeitfahrmeister. Im Jahr darauf war er erneut bei der Vuelta al Táchira erfolgreich und zweimal bei der Vuelta a Venezuela, so dass er auch die Gesamtwertung für sich entscheiden konnte. In den folgenden Jahren gewann er weitere sechs Etappen bei der Vuelta al Táchira und vier Teilstücke der Vuelta a Venezuela, wo er auch die Gesamtwertung 2003 und 2005 gewann. 2002 gewann er das Straßenrennen der Männer bei den Zentralamerika- und Karibikspielen. 2003 und 2004 wurde er wieder nationaler Zeitfahrmeister. Außerdem holte er sich 2004 den Titel im Straßenrennen und gewann das Zeitfahren bei der Panamerikanischen Meisterschaft.

## Erfolge
2000
- eine Etappe Vuelta al Táchira
- Venezolanischer Meister – Einzelzeitfahren

2001
- eine Etappe Vuelta al Táchira
- zwei Etappen und Gesamtwertung Vuelta a Venezuela

2002
- Zentralamerika- und Karibikspiele – Straßenrennen
- zwei Etappen Vuelta al Táchira
- eine Etappe Vuelta a Venezuela

2003
- Venezolanischer Meister – Einzelzeitfahren
- zwei Etappen und Gesamtwertung Vuelta a Venezuela

2004
- eine Etappe Vuelta al Táchira
- Venezolanischer Meister – Straßenrennen
- Venezolanischer Meister – Einzelzeitfahren
- Panamerikameister – Einzelzeitfahren

2005
- eine Etappe Vuelta al Táchira
- Gesamtwertung Vuelta a Venezuela

2007
- Mannschaftszeitfahren Vuelta al Táchira
- eine Etappe Vuelta a Venezuela

2008
- eine Etappe Vuelta al Táchira

2010
- Mannschaftszeitfahren Vuelta al Táchira
- eine Etappe Vuelta a Venezuela
- eine Etappe und Mannschaftszeitfahren Tour de la Guadeloupe

2011
- eine Etappe Vuelta al Táchira
- Venezolanischer Meister – Einzelzeitfahren
- eine Etappe Vuelta a Venezuela

2013
- eine Etappe Tour de la Guadeloupe

## Teams
- 2013 Lotería del Táchira
- 2014 Lotería del Táchira